# Деттинген-ан-дер-Иллер
Деттинген-ан-дер-Иллер (нем. Dettingen an der Iller) — община в Германии, в земле Баден-Вюртемберг. 
Подчиняется административному округу Тюбинген. Входит в состав района Биберах.  Население составляет 2336 человек (на 31 декабря 2010 года). Занимает площадь 11,14 км².

## Внешние ссылки
- Официальная страница